# Cantone di Corcieux
Il Cantone di Corcieux era una divisione amministrativa dell'arrondissement di Saint-Dié-des-Vosges.
È stato soppresso a seguito della riforma complessiva dei cantoni del 2014, che è entrata in vigore con le elezioni dipartimentali del 2015.
Comprendeva i comuni di:
- Arrentès-de-Corcieux
- Aumontzey
- Barbey-Seroux
- Champdray
- La Chapelle-devant-Bruyères
- Corcieux
- Gerbépal
- Granges-sur-Vologne
- Herpelmont
- La Houssière
- Jussarupt
- Rehaupal
- Vienville